# Myrcia warmingiana
Myrcia warmingiana är en myrtenväxtart som beskrevs av Hjalmar Frederik Christian Kiaerskov. Myrcia warmingiana ingår i släktet Myrcia och familjen myrtenväxter. Inga underarter finns listade i Catalogue of Life.